# Cadeira de escritório

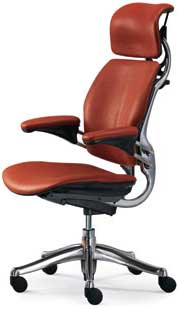
Cadeira de escritório (2008)

Uma cadeira de escritório é um tipo de cadeira que foi projetada para se usar com uma mesa, em um escritório. Geralmente é confortável e possui ajuste de altura, além de poder girar 360 graus.

## História

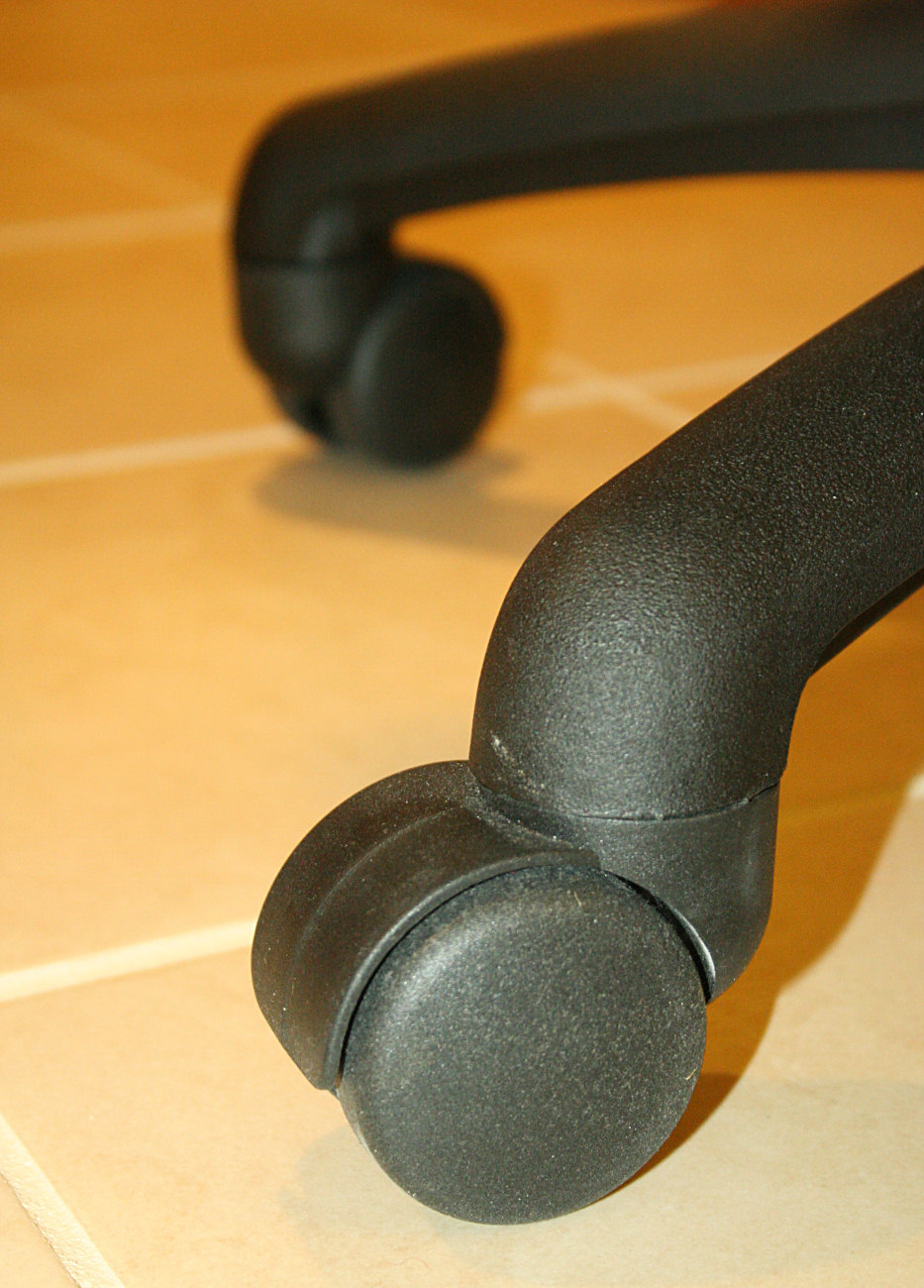
Detalhe das rodas Castor

Um dos inovadores mais antigos a criar a cadeira de escritório moderna foi o naturalista Charles Darwin, que colocou rodas em sua cadeira para que pudesse ir até seus espécimes mais rapidamente.
Com o advento do transporte ferroviário no meio do século XIX, negócios empresariais começaram a expandir além do modelo tradicional de administração familiar (empresas pequenas) que tinham pequena ênfase em administração. Equipe de administração adicional era necessária para manter-se em dia com as tarefas, arquivamento de documentos e correspondências enquanto os negócios expandiam suas áreas de serviço. Enquanto trabalho em escritórios expandiam, uma noção de ambiente de escritório, tecnologia, e equipamento fizeram parte do foco cultural com o aumento da produtividade.
Isto fez com que um novo conceito fosse criado para esta equipe nascente: cadeiras de escritório
A cadeira de escritório foi estrategicamente designada para a produção de empregados do clero fazendo com que fosse possível para eles ficarem sentados de frente a sua mesa por longos períodos de tempo. Uma cadeira que girava e possuia locomoção permitia que os empregados ficassem sentados ainda que pudessem alcançar outros lugares de seu local de trabalho, eliminando o tempo e a energia gasta enquanto ficasse de pé. As cadeiras mais antigas de madeira eram feitas para suportar o peso de alguém sentado, e o encosto, junto com o descanso de braço providenciavam suporte adicional para aumentar o conforto. Como todas as cadeiras modernas, muito desses modelos clássicos eram ajustáveis para permitir o máximo de conforto e maior longevidade na produtividade em um escritório.

## Ergonomia
Na década de 1970, a ergonomia de uma cadeira era levada em grande importância. Nos dias atuais, as cadeiras de escritórios geralmente possuem regulagem de altura, descanso de braço, encosto, suporte do encosto e alturas suficientes para evitar lesões como tendinite e LER (lesão por esforço repetitivo) e dor nas costas associadas por ficar sentado por longos períodos. Cadeiras ergonômicas assentam a necessidade de um individual e providenciam suporte aonde ele precisar ajustar.

## Galeria

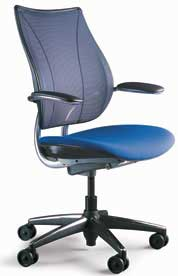
Modelo Liberty (2008)
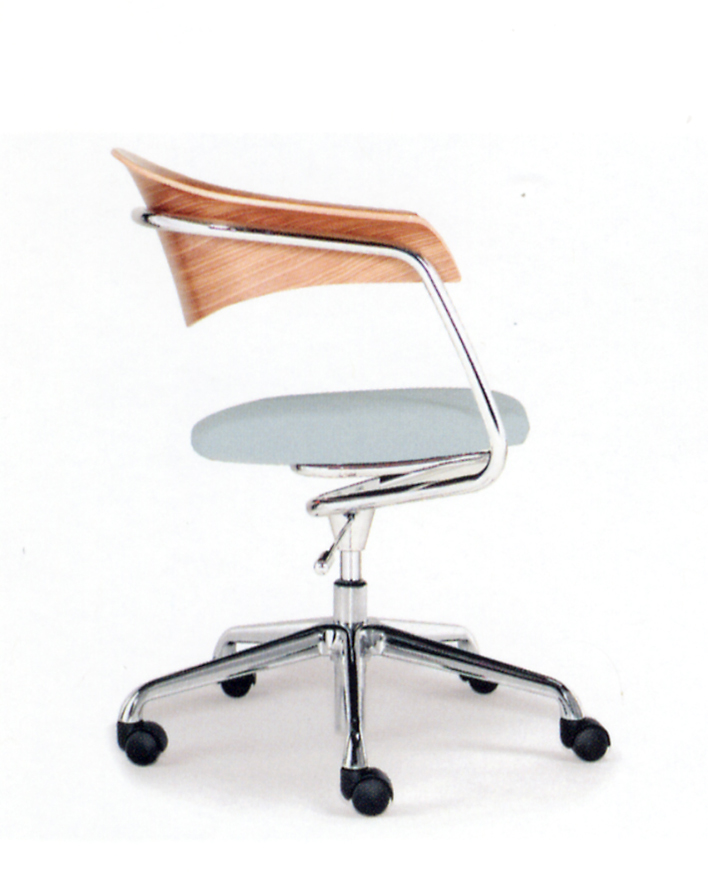
Modelo Sarno (2007)
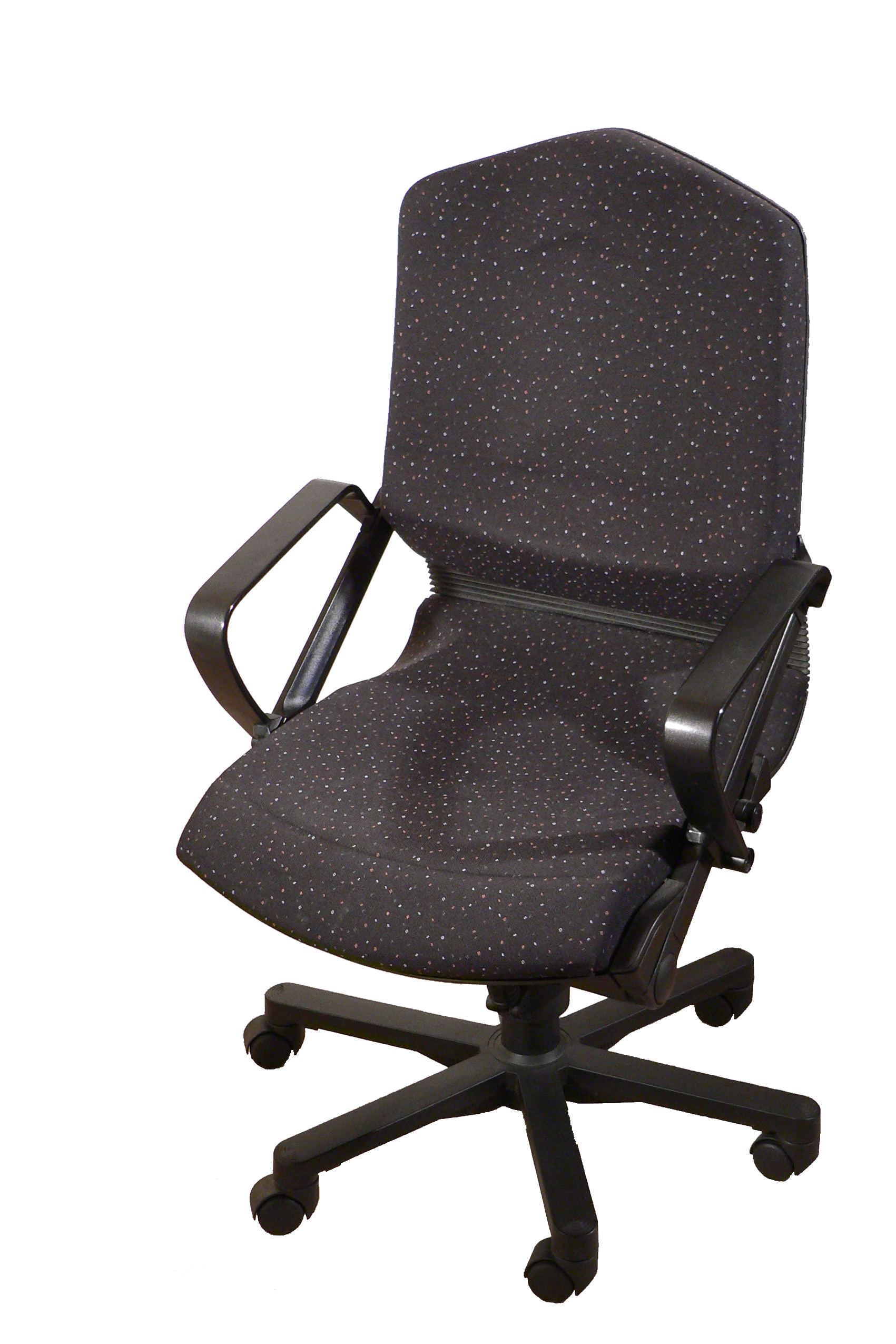
Modelo dos anos 90
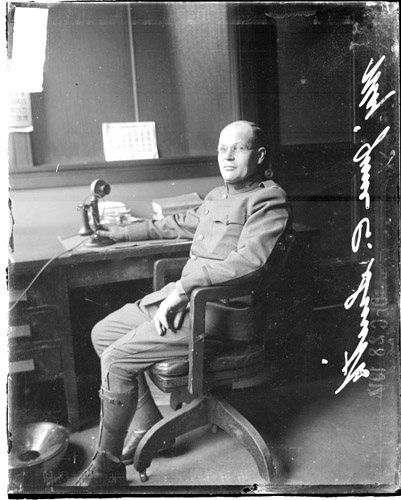
Cadeira de escritório (1917)